# راس فلود
راس فلود (انگلیسی: Ross Flood; ۲۸ دسامبر ۱۹۱۰ – ۲۳ مهٔ ۱۹۹۵) کشتی‌گیر اهل ایالات متحده آمریکا بود.